# 加奈 〜いもうと〜
『加奈 〜いもうと〜』（かな いもうと）は、1999年6月25日にディーオーより発売されたアダルトゲーム。
本作は「泣きゲー」の代表作の1つとして知られている。後年に同社の『星空☆ぷらねっと』『家族計画』を手がけることになるシナリオライター、山田一のデビュー作でもある。
2004年11月19日には、音声を追加してCGを差し替えたWin向けリメイク版『加奈…おかえり!!』が高屋敷開発ブランドから発売された。また、パンサーソフトウェアよりXboxへの移植作も予定されていたが、2005年5月27日に発売中止が発表された。しかし、2010年10月7日にはサイバーフロントよりPlayStation Portable（PSP）でリメイク版が発売された。

## ストーリー
本作は病のためにありふれた日常生活もままならない妹・加奈の成長と、彼女を支え続ける兄・隆道の心情を、幼年期・中等期・高等期という3つの時代の流れを通して描く。
幼少期、隆道は妹の加奈をいじめてばかりいたが、成長するにつれて考えを改め、加奈に優しくするようになる。また、隆道は恋人と、加奈は自分に好意を抱く異性との関係を通じて、兄妹が互いにひかれあっていることに気づく。

## キャラクター

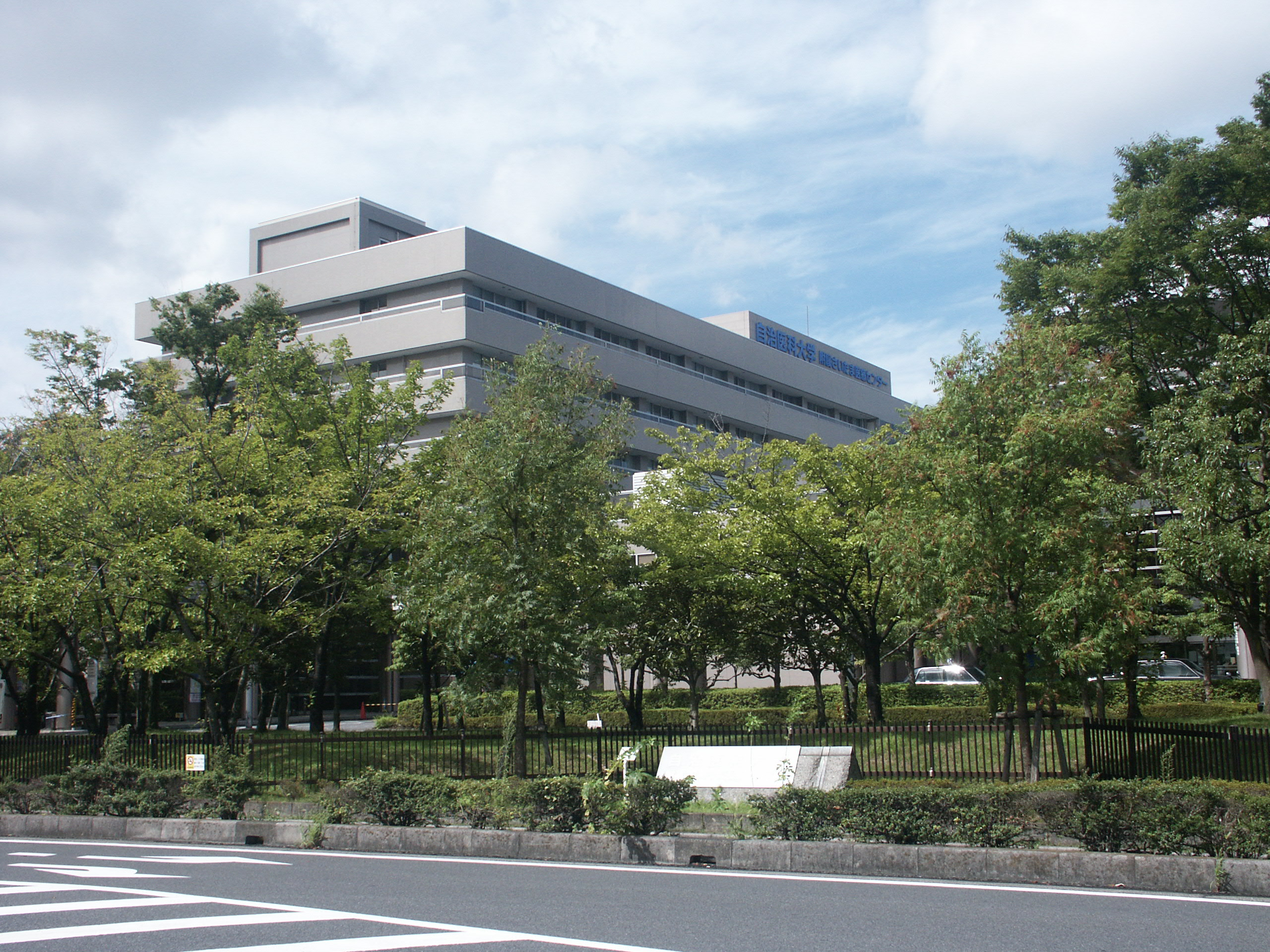
自治医大付属大宮医療センターは、加奈の入院先である「自治医大付属宮島医療センター」のモデルとなっている。

キャストは『加奈…おかえり!!』 / PSP版 / Xbox版の順。
オリジナルの『加奈 〜いもうと〜』は音声なし。Xbox版に関しては予定だったもののため括弧を付けて表記する。
藤堂隆道（とうどう たかみち）
声 : なし / なし / （櫻井孝宏）
主人公。現在大学生。幼いころは両親の愛情を独り占めする妹の加奈のことをうとんでいたが、家族でハイキングに出かけたときのできごとがきっかけで考えを改め、全力で守るようになる。
藤堂加奈（とうどう かな）
声 : 小田真ゆみ / 小林沙苗 / （川澄綾子）
主人公の妹。腎臓病を患っており、長い間入院している。学校に満足に通えないため友人はほとんどおらず、ひたすら兄を心の支えにしている。
大半のエンディングでは死亡する。
父
声 : 不明 / てらそままさき / 未発表
母
声 : 不明 / 武政弘子 / （川村万梨阿）
藤堂兄妹の両親。主人公が幼いころは加奈を優先しがちだったが、彼が何事につけて妹を気にかけるようになると、かえってその傾倒ぶりを心配するようになる。
鹿島夕美（かしま ゆみ）
声 : 支倉ミキ / 高野直子 / （宮村優子）
主人公の小学校時代のクラスメート。主人公は彼女に対してほのかな恋心を抱いていたが、ある事件以降徹底的に嫌うようになった。
夕美自身は一途に彼のことを想い続けており、大学生になって主人公と恋人同士になる。
近藤美樹（こんどう みき）
声 : 北都南 / ひと美 / （鶴ひろみ）
加奈の入院先の看護師。主人公が小学生時代からお世話になっている。新人だったころに受け持った患者である加奈への思い入れは強く、主人公に対しても弟のように接する。
霧原香奈（きりはら かな）
声 : 金田まひる / 梶田夕貴 / （金田朋子）
主人公と加奈のいとこであり、須磨子の娘。好きなテレビ番組の影響でおかしな語調でしゃべる。実は彼女もまた疾患を抱えている。
霧原須摩子（きりはら すまこ）
声 : 森ヒロリ / 渡辺美佐 / （渡辺美佐）
主人公と加奈の叔母。末期ガン患者としてホスピスに入院している。かつては活動的な性格だったのだが、長い闘病性格のためにすっかり穏やかになっている。
伊藤勇太（いとう ゆうた）
声 : 潤潤 / 岸尾だいすけ / （福山潤）
中学生からの加奈の友人。優秀で要領のいい少年だが、加奈を純粋な存在として理想視しており、彼女の前ではややぎこちなくなる。
長瀬智樹（ながせ ともき）
声 : 会川翔一 / 未発表 / （三木眞一郎）
主人公の小学生から高校時代までの友人。頭がいい。
船津育郎（ふなつ いくろう）
声 : 松山正治 / 未発表 / （岡野浩介）
主人公の小学生から高校時代までの友人。運動神経がいい。
下田雅敏（しもだ まさとし）
声 : 菱勝 / 未発表 / （上田祐司）
主人公の小学生から高校時代までの友人。悪友。

## スタッフ
- 原画：米倉けんご（『加奈…おかえり!!』は綾風柳晶）
- シナリオ：山田一
- 音楽：へちま、高橋秀紀

## 主題歌
『加奈 〜いもうと〜』・『加奈…おかえり!!』共通
- OP「白い季節」
  - 歌：KANA
- ED「あなたへ」
  - 歌：KANA
- 挿入歌「Believe～つぶらな瞳～」
  - 歌：KANA

『加奈…おかえり!!』
- 挿入歌「潮騒のメロディ」
  - 歌：有村深羽
- 挿入歌「メッセージ」
  - 歌：有村深羽

## 関連商品

### PCソフト
加奈の郵便屋さん
加奈がデスクトップに常駐してメールの着信を知らせてくれるユーティリティソフト。Windows 95 - 2000対応。
仕様により『For SmartVoice』『For SmartVoice/G-SET』『For SmartVoice/Harf』というバージョンがある。

### 書籍
- 小説『加奈 〜いもうと〜』（大倉邦彦 / パラダイム）ISBN 4894900661

### CD
加奈 〜いもうと〜 スペシャルサウンドアルバム
2001年9月27日、KNS Entertainment
収録曲
1. 「白い季節（REMIX Ver.）」
  - 歌：KANA / 作詞：矢島さら / 作曲：へちま
2. 「風に乗って」
  - 歌：鬼頭利枝 / 作詞：矢島さら / 作曲：へちま
3. 「Dream a dream」
  - 歌：二見直子 / 作詞：矢島さら / 作曲：へちま
4. 「Believe〜つぶらな瞳〜（REMIX Ver.）」
  - 歌：KANA / 作詞：矢島さら / 作曲：高橋秀紀
5. 「Snowflake〜思い出の果て、雪は降る〜」
  - 歌：二見直子 / 作詞：Melody Nelson / 作曲：高橋秀紀
6. 「はじまりのさよなら」
  - 歌：鬼頭利枝 / 作詞：Melody Nelson / 作曲：へちま
7. 「あなたに出会えて良かった」
  - 歌：KANA / 作詞：Melody Nelson / 作曲：高橋秀紀
8. 「あなたへ（REMIX Ver.）」
  - 歌：KANA / 作詞：矢島さら / 作曲：へちま
9. 「あなたへ〜機械式オルゴールバージョン（from Project“KANA ORGEL”）」
  - 歌：KANA / 作詞：矢島さら / 作曲：へちま

加奈…おかえり!! Original Sound Track
2005年5月18日、KNS Entertainment

## 反響・批評
初期出荷本数は約7000本であり、この時点ではヒット作とは呼べなかったが、その後にパソコン通信で好評を得たため、再出荷されるようになった。また、TBSのニュース番組『筑紫哲也 NEWS23』でも本作が取り上げられたことがある。
羽田一弥が書籍『美少女ゲームマニアックス』に寄せたレビューによると、本作はユーザー間で賛否両論が繰り広げられたとされている。羽田自身は設定がありきたりだとしつつも、終盤のどんでん返しを含め、意表を突く部分が多いとし、ありきたりで片づけるには惜しいシナリオだと述べている。そのうえで特に感動したシナリオとしてED2「追憶」を挙げており、加奈が生き延びるエンディングは、多くのバッドエンディングを見てきてこそ初めて意味を成すと述べている。